# Opavia
Opavia-LU, s.r.o. ist ein tschechischer Hersteller von Süßigkeiten mit Sitz in Prag und Hauptwerk in Opava. Das Unternehmen gehört seit 2007 Mondelēz International. Das international bekannteste Produkt sind die Marienbader Oblaten.

## Geschichte
Das Unternehmen wurde 1840 von Theodor Fiedor als Theodor Fiedor spol. s. r. o. gegründet. Zusammen mit seiner Frau Amalie backte er Waffeln mit Waffeleisen auf Feuer und verkaufte diese dann. Erst im Jahr 1880 hat der Sohn Theodor mit der industriellen Produktion angefangen. Von dieser Zeit an wurden die Waffeln in Öfen von Bäckern produziert. Der vorzeitige Tod von Theodor Fiedor wegen Nierenversagens gefährdete zwar den Familienbesitz, jedoch hat seine Frau Maria das Unternehmen weitergeführt und erhöhte die Produktionskapazität.
Nach dem Zweiten Weltkrieg entstand im Jahr 1947 der Staatsbetrieb Čokoládovny n. p., welcher im Jahr 1991 zur Aktiengesellschaft Čokoládovny, a. s. umgewandelt wurde.
Im Jahr 1992 genehmigte die tschechische Regierung die Privatisierung des Unternehmens. In dieser Zeit erhielt das Joint-Venture Copart von Danone und Nestlé 43 Prozent der Aktien. Nach und nach wurde Copart mit 90 Prozent zum Hauptaktionär und somit zum Eigentümer von Opavia.
Anfang 1999 hatte das Unternehmen wieder wirtschaftlichen Erfolg und entkam somit der Rezession.
Im Juli 2007 gab Danone bekannt, das Unternehmen an Kraft Foods zu verkaufen. Im November teilte der Konzern mit, dass der Verkauf erfolgreich durchlaufen ist.

## Produktionsstandorte
Das Unternehmen hat neben dem Hauptstandort in Opava noch zwei Weitere in Tschechien.
- Opavia in Opava
- Deli in Lovosice
- Kolonáda in Mariánské Lázně

## Produkte
Zum Unternehmen gehören zahlreiche Marken. Es wird nur Trockengebäck hergestellt. Zu den traditionsreichsten Produkten gehören Kolonáda (Oblaten) und Tatranky (Waffel mit Schokoladenrand).
- Disko (Doppelkeks mit Füllung)
- Diskito (Keks mit Füllung)
- Dukla (Waffel mit Schokoladenfüllung)
- Fidorka (Waffel mit Schokoladenglasur)
- Florenta (Waffel)
- BeBe (Keks)
- Zlaté oplatky (Oblate mit Schokoladenfüllung)
- Horalky (Waffel mit Schokoladenrand)
- Miňonky (Waffel mit Schokoladenglasur)
- Piškoty (Kekse)
- PiM's (Keks mit Marmelade und Schokoladenglasur)
- Telka (gesalzene Nüsse und Kekse)
- Vlnky (Waffel mit Wellenmuster und Füllung)